# フラノクロモン

フラノクロモン(Furanochromone)は、クロモン及びフランの誘導体である化合物である。
フラノクロモンのいくつかの誘導体は、デオキシリボ核酸と強い相互作用を示す。
フラノクロモンは、クエラ(Ammi visnaga)やPimpinella monoicaのカルスで生産される。